# Calmus
Calmus (en luxemburguès: Kaalmes; en alemany: Kalmus) és una vila de la comuna de Saeul situada al districte de Diekirch del cantó de Redange. Està a uns 17 km de distància de la ciutat de Luxemburg.

## Història
Calmus era un municipi fins al 8 d'agost 1822 quan es va fusionar amb la ciutat de Saeul.